# Zolita
Zolita, nom de scène de Zoë Montana Hoetzel (née le 23 septembre 1994 à New York) est une auteure-compositrice-interprète américaine.

## Biographie
Zolita est la fille de Holger Hoetzel, homme d'affaires, et Heidi Schwarck, mère au foyer ; son père est d'origine allemande et sa mère est d'origine danoise. Elle a un frère, Max Montana, basketteur, et une sœur, Luna, créatrice de contenus vidéos et danseuse. Elle et ses frères et sœurs partagent tous le deuxième prénom Montana.
Elle grandit à Calabasas, en Californie. Son père la pousse à faire de la musique, elle joue du bluegrass.

## Carrière
En 2015, Zolita a sa carrière lancée lorsque le clip de sa chanson Explosion devient une vidéo virale. Le 13 octobre 2015, elle sort son premier EP Immaculate Conception. En juin 2016, elle sort une vidéo pour le single Holy, le concept explorant les thèmes de la sexualité féminine, de la spiritualité et du féminisme. En 2017, elle sort le premier single de son deuxième EP Sappho qui sortira le 18 mai, intitulé Fight Like a Girl, qui est une chanson de protestation aux thèmes féministes lors de la campagne présidentielle de Donald Trump en 2016. Suivent le 26 octobre 2017 le deuxième single Come Home with Me et le 4 mai 2018 New You le troisième single.
Le 5 décembre 2018, elle présente Truth Tea avec un clip vidéo comme premier single de son premier album, Evil Angel. Le 8 mars 2019, elle sort Black Magic avec une vidéo ; cependant, la chanson ne sera pas retenue pour son premier album. Le 28 juin 2019, elle sort Shut Up and Cry avec une vidéo lyrique comme deuxième single d’Evil Angel. Le 14 février 2020, elle sort une reprise de la chanson U Remind Me d'Usher avec un clip. Le 7 août 2020, elle sort Oblivion avec un clip vidéo comme troisième single de l'album. Le 25 septembre de la même année, elle sort Bedspell comme quatrième single, et le 20 novembre, elle crée le clip sur le site du magazine en ligne Them. Le single promotionnel Loveline sort une semaine avant la sortie de son premier album studio, Evil Angel le 4 décembre 2020. Elle sort des vidéoclips pour Somebody I Fucked Once, Single In September et I Fucking Love You sous forme de trilogie. Sa partenaire amoureuse est jouée par Tatchi Rigsby. L'amie proche de Zolita, Shannon Beveridge, est la directrice créative de la dernière des deux vidéos. Elle sort l'EP Falling Out/Falling In chez AWAL en février 2023.

## Vie privée
Zolita est lesbienne. Dans une interview en 2017, elle déclare qu'elle avait peur de parler à ses amies, déclarant : « J'avais également peur que mes amies ne veuillent plus organiser de soirées entre filles ou de soirées pyjama, de peur d'être attirées par elles. J'ai donc décidé de garder secrète ma nouvelle identité sexuelle. »
Son style musical aborde la sorcellerie et la religion. Elle dit que l'esthétique magique de la religion et de la sorcellerie occupe une grande partie de sa vie : « J'ai l'impression que les homosexuels sont tellement attirés par la wicca et la sorcellerie, parce que cela a toujours été une religion alternative, elle met le pouvoir en soi, et ce n'est pas historiquement une religion qui n'aime pas les queers. » Elle cite également Lady Gaga comme sa plus grande influence.

## Discographie
Albums
- 2020 : Evil Angel
- 2024 : Queen of Hearts

EPs
- 2015 : Immaculate Conception
- 2018 : Sappho
- 2023 : Falling Out / Falling In